# Sant Joan Nou de Tírvia
Sant Joan Nou de Tírvia és una capella de la vila de Tírvia, en el terme municipal del mateix nom, a la comarca del Pallars Sobirà. Està situada a l'extrem nord-est del nucli de la vila, al nord de les Horts. Prop seu hi ha les restes de la capella de Sant Joan de Tírvia.

## Descripció
Església d'una sola nau amb volta de canó amb absis lleugerament corbat, amb finestres als murs de sol ixent i de ponent. Campanar d'espadanya a la façana.
Aquesta església substituí a una altra d'anterior amb la mateixa advocació que estava a uns 25m més a prop del poble.